# Corydoras imitator
Corydoras imitator Nijssen & Isbrücker, 1983 è un pesce d'acqua dolce appartenente alla famiglia Callichthyidae.

## Distribuzione e habitat
È comune nel nord del Brasile (affluenti del Rio Negro).

## Descrizione
Il corpo è compresso sull'addome e raggiunge una lunghezza di 5,6 cm. La colorazione è rosata con due macchie nere, una lungo il dorso che ne permette la distinzione da Corydoras burgessi e una che passa dall'occhio, sulla testa. Tra queste due macchie è presente un'area arancione. A differenza di Corydoras adolfoi ha una testa dal profilo abbastanza appuntito.

Può essere confuso con Corydoras duplicareus.

## Biologia

### Comportamento
Può formare piccoli gruppi.

### Riproduzione
Come gli altri Corydoras, si riproduce in zone con corrente abbastanza intensa. Le uova vengono fecondate mentre si trovano tra le pinne pelviche della femmina.

## Acquariofilia
Può essere allevato in acquario in gruppi di circa una decina di esemplari, è una specie pacifica.